# Rakowce
Rakowce, długoodwłokowce (Astacidea) – infrarząd skorupiaków z gromady pancerzowców i rzędu dziesięcionogów.
Duże skorupiaki o wydłużonym, grzbietobrzusznie spłaszczonym ciele, pokrytym silnie zesklerotyzowanym pancerzem. Mają szczypce na trzech pierwszych parach pereiopodiów, przy czym pierwsza ich para jest wyraźnie większa niż pozostałe. Skrzela są nitkowate. Odwłok z pleopodiami i płetwą ogonową, zbudowaną z telsonu i pary uropodiów.

## Systematyka
Należy tu około 750 współcześnie żyjących gatunków i liczne wymarłe. Dzieli się je na 5 nadrodzin i 11 rodzin
:
- † Palaeopalaemonoidea Brooks, 1962
  - † Palaeopalaemonidae Brooks, 1962
    - † Palaeopalaemon Whitﬁeld, 1880
- Enoplometopoidea de Saint Laurent, 1988 – homary rafowe
  - Enoplometopidae de Saint Laurent, 1988
    - Enoplometopus A. Milne-Edwards, 1862

  - † Uncinidae Beurlen, 1930
    - † Malmuncina Schweigert & Garassino, 2003
    - † Uncina Quenstedt, 1850
- Nephropoidea Dana, 1852 – homary właściwe
  - † Chilenophoberidae Tshudy & Babcock, 1997
    - † Chilenophoberus Chong & Förster, 1976
    - † Palaeophoberus Glaessner, 1932
    - † Pseudastacus Oppel, 1861
    - † Tillocheles Woods, 1957

  - † Protastacidae Albrecht, 1983
    - † Protastacus Albrecht, 1983

  - † Stenochiridae Beurlen, 1928
    - † Stenochirus Oppel, 1861

  - Nephropidae Dana, 1852
    - Acanthacaris Bate, 1888
    - Eunephrops Smith, 1885a
    - Homarinus Kornﬁeld, Williams & Steneck, 1995
    - Homarus Weber, 1795
    - † Hoploparia M’Coy, 1849
    - † Jagtia Tshudy & Sorhannus, 2000
    - Metanephrops Jenkins, 1972
    - Nephropides Manning, 1969
    - Nephrops Leach, 1814
    - Nephropsis Wood-Mason, 1873
    - † Oncopareia Bosquet, 1854
    - † Palaeonephrops Mertin, 1941
    - † Paraclythia Fritsch & Kafka, 1887
    - † Pseudohomarus van Hoepen, 1962
    - Thaumastocheles Wood-Mason, 1874
    - Thaumastochelopsis Bruce, 1988
    - Thymopides Burukovsky & Averin, 1977
    - Thymops Holthuis, 1974
    - Thymopsis Holthuis, 1974
- Astacoidea Latreille, 1802
  - Astacidae Latreille, 1802
    - Astacus Fabricius, 1775
    - Austropotamobius Skorikow, 1907
    - Pacifastacus Skorikow, 1907

  - Cambaridae Hobbs, 1942
    - Barbicambarus Hobbs, 1969
    - Bouchardina Hobbs, 1977
    - Cambarellus Ortmann, 1905
    - Cambaroides Faxon, 1884
    - Cambarus Erichson, 1846
    - Distocambarus Hobbs, 1981
    - Fallicambarus Hobbs, 1969
    - Faxonella Creaser, 1933
    - Hobbseus Fitzpatrick & Payne, 1968
    - Orconectes Cope, 1872
    - † Palaeocambarus Taylor, Schram & Shen, 1999
    - Procambarus Ortmann, 1905
    - Troglocambarus Hobbs, 1942

  - † Cricoidoscelosidae Taylor, Schram & Shen, 1999
    - † Cricoidoscelosus Taylor, Schram & Shen, 1999
- Parastacoidea Huxley, 1879
  - Parastacidae Huxley, 1879
    - † Astacopsis Huxley, 1879
    - Astacoides Guérin-Méneville, 1839
    - Cherax Erichson, 1846
    - Engaeus Erichson, 1846
    - Engaewa Riek, 1967
    - Euastacus E. M. Clark, 1936
    - Geocharax E. M. Clark, 1936
    - Gramastacus Riek, 1972
    - † Lammuastacus Aguirre-Urreta, 1992
    - Ombrastacoides Hansen & Richardson, 2006
    - † Palaeoechinastacus A.J. Martin, Rich, Poore, Schultz, Austin, Kool & Vickers-Rich, 2008
    - Paranephrops White, 1842
    - Parastacus Huxley, 1879
    - Samastacus Riek, 1971
    - Spinastacoides Hansen & Richardson, 2006
    - Tenuibranchiurus Riek, 1951
    - Virilastacus Hobbs, 1991